# Metilkobalamin
Metilkobalamin (mekobalamin, MeCbl, ili MeB12) je kobalamin koji se koristi u tretmanu periferne neuropatije, dijabetičke neuropatije, i kao preliminarni tretman za amiotrofičnu lateralnu sklerozu. On je forma vitamina B12 i razlikuje se od cijanokobalamina po tome što je cijanid zamenjen metil grupom. Metilkobalamin poseduje oktaedralni centar kobalta(III). Metilkobalamin se može dobiti u obliku svetlih crvenih kristala.
Iz perspektive koordinacione hemije, metilkobalamin je osoben po tome što je redak primer enzima koji sadrži metal-alkil veze. Nikal-metil intermedijeri su predloženi kao mogući završni korak metanogeneze. 

## Produkcija
Metilkobalamin se može formirati u laboratoriji redukcijom cijanokobalamina sa natrijum borohidridom u alkalnom rastvoru, i naknadnom adicijom metil jodida.

## Spoljašnje veze
|  | Molimo Vas, obratite pažnju na važno upozorenje u vezi sa temama iz oblasti medicine (zdravlja). |